# Hippodrome Henry Milliard
Das Hippodrome Henry Milliard in Nouméa ist die bedeutendste Pferderennbahn von Neukaledonien. Sie ist in städtischem Besitz und wird auch von der Stadt verwaltet.

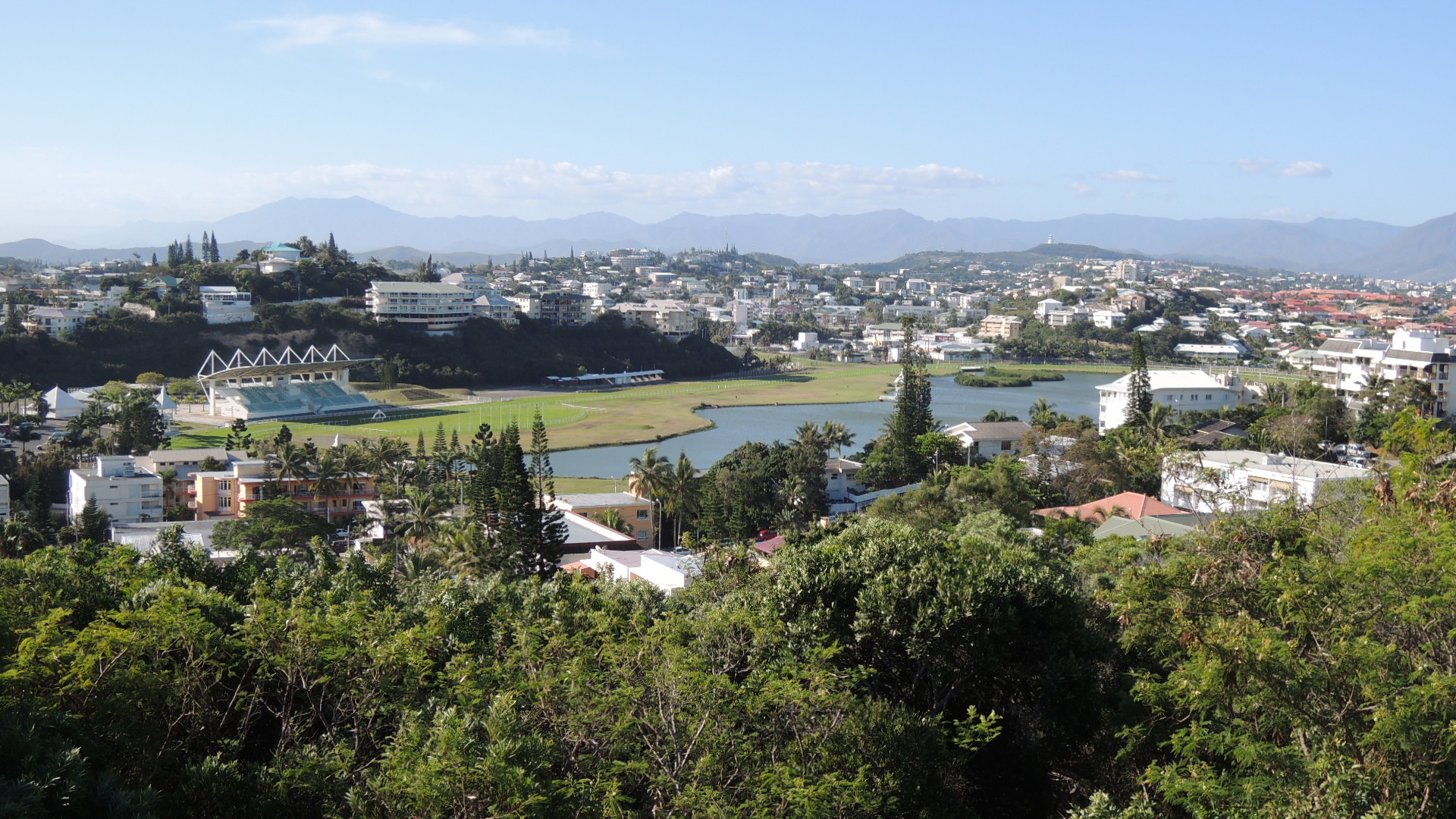
Hippodrome Henry Milliard

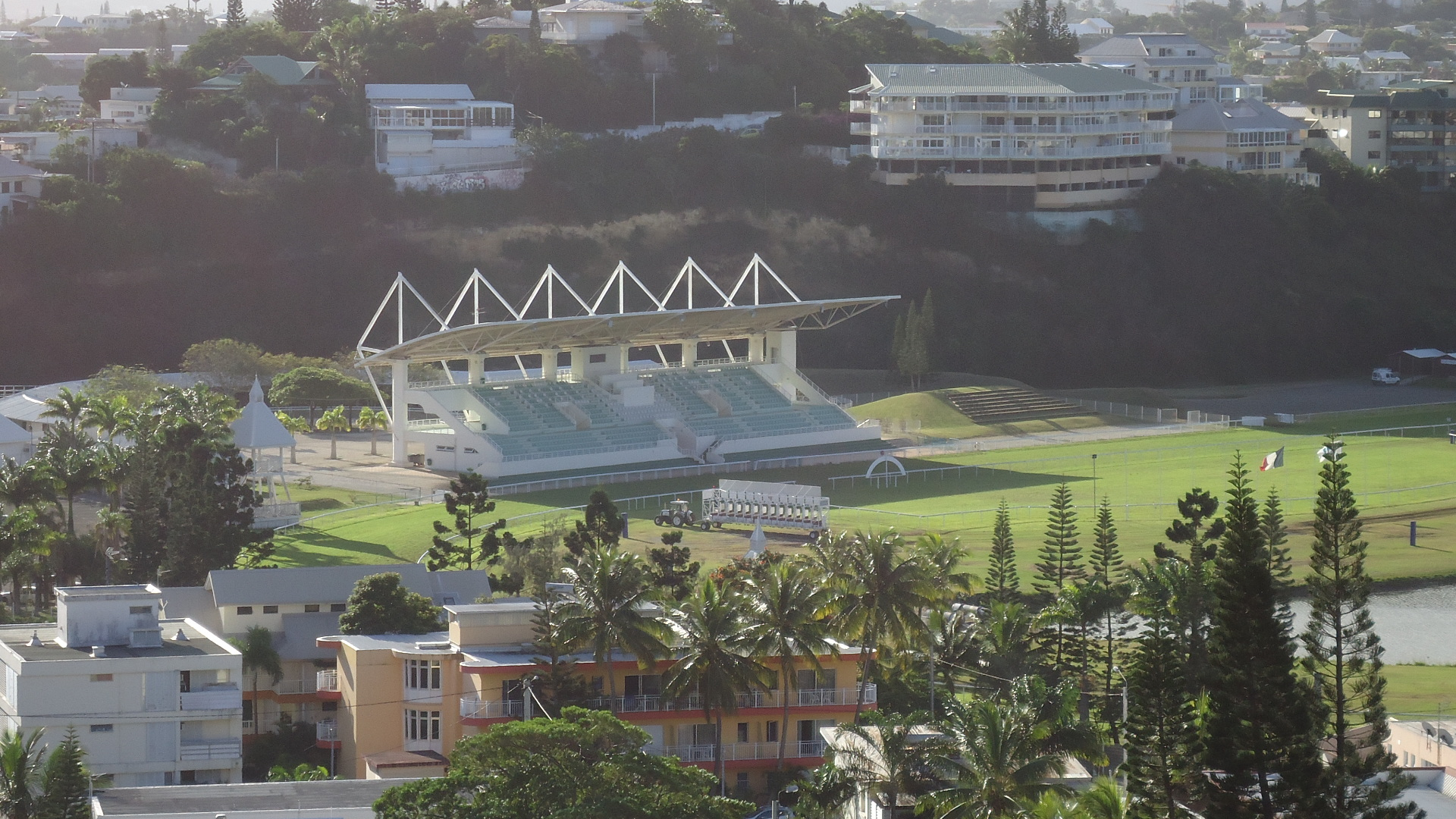
Tribüne des Hippodrome

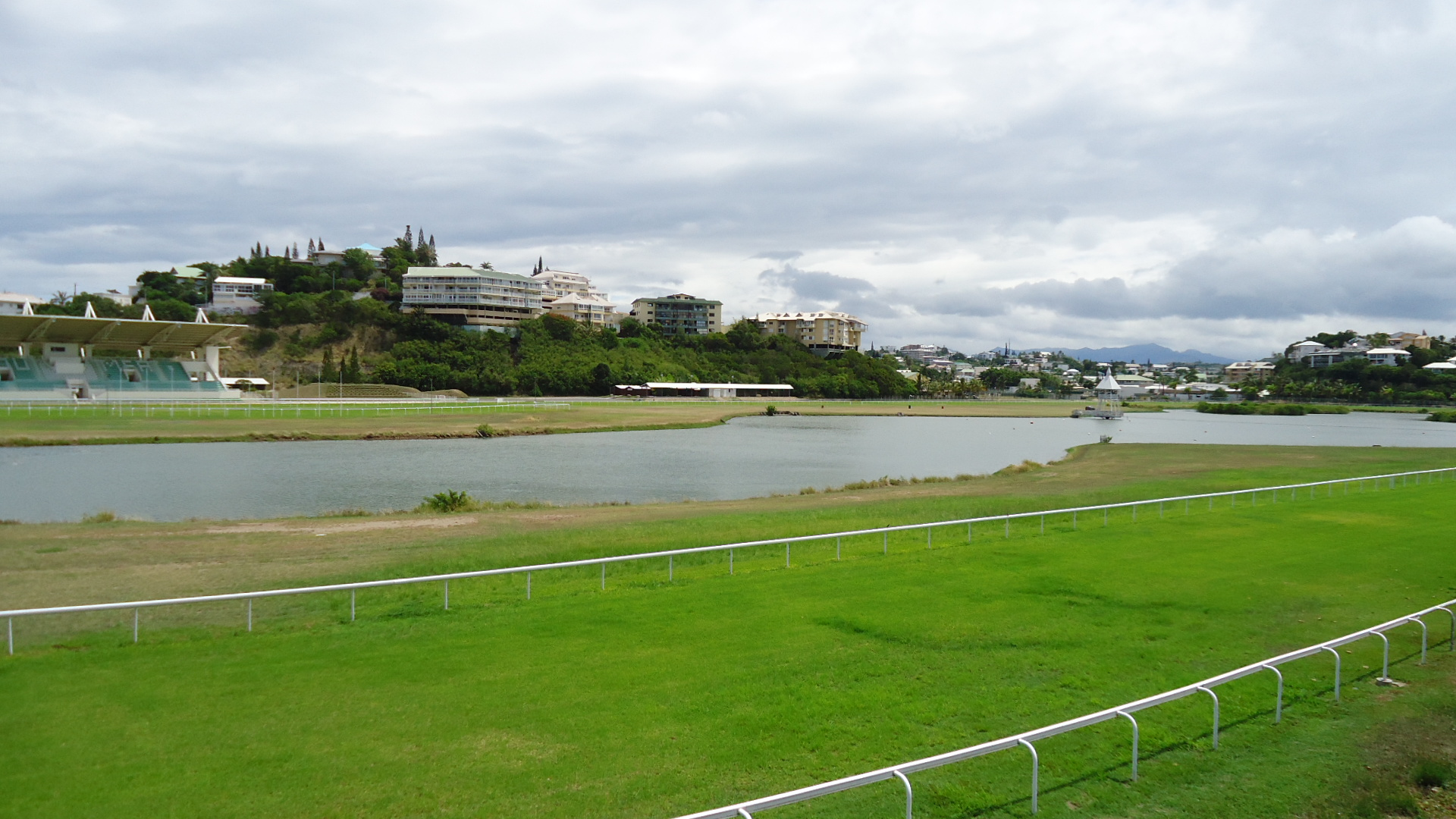
Blick auf den See in nördliche Richtung

## Vorgeschichte
Der Pferderennsport hat in Frankreich eine lange Tradition. Das Land gilt mit seinen über 200 Trab- und Galopprennbahnen als das Zentrum des Pferdesports in Europa. Frankreich nahm Neukaledonien 1853 in Besitz und brachte anschließend auch Pferde auf die Inseln, ein Zivilisationssprung für die Region, denn sie ermöglichten eine effiziente Landwirtschaft und eine beschleunigte Fortbewegung auf dem Land. Am 16. August 1865 wurde anlässlich des Geburtstags von Kaiser Napoleon III. in Nouméa das erste Pferderennen auf einem Gelände an der Baie des Citrons organisiert. Von 1871 bis 1879 fanden dort regelmäßige Rennen statt, anschließend auf einer Pferderennbahn im Stadtteil Magenta.

## Geschichte
1946 wurde auf einem Sportfeld, das amerikanische Truppen während des Pazifikkriegs im Stadtteil Anse-Vata eingerichtet hatten, die Pferderennbahn Henry Milliard installiert, benannt nach dem  besonderen Förderer dieser Idee, dem Geschäftsmann Henry Milliard, der sein Vermögen in der Nickelbranche gemacht hatte. 1998 wurde die Anlage schließlich unter Bürgermeister Jean Lèques von dem Architekten François Raulet und dem Landschaftsarchitekten Philippe Thébaud umgestaltet. Hier wurde im September 2011 die Abschlusszeremonie der Pacific Games für die Athleten und offiziellen Gäste abgehalten. Im Dezember 2024 fand hier zum ersten Mal auch die Royal Caledonia Show statt, ein Rodeo, das zuvor seit 1977 jährlich auf der Landwirtschaftsmesse in Bourail ausgetragen wurde und wegen der Unruhen von 2024 in diesem Jahr nach Nouméa verlegt wurde.

## Technische Daten
Die Rennbahn hat eine Länge von 1400 Metern und eine Breite von 16 Metern. Sie besteht aus Rasen und wird linkshändig befahren. Sie verfügt außerdem über eine Trainingsbahn. Die Rennstrecke führt um einen 500 m langen See. Die Tribüne fasst auf mehreren Ebenen 3000 Zuschauer. Die Wettstellen befinden sich im Erdgeschoss und auf der ersten Etage. Die Anlage verfügt zudem über einen überdachten Golfübungsplatz und ein Restaurant.

## Organisation
Die Rennen werden von vier Gesellschaften organisiert: Association Calédonienne du Trot, Société Sportive de la Nouvelle-Calédonie, Société des Courses Hippiques de Nouméa und  Comité Régional d’Équitation de Nouvelle-Calédonie. Das prestigeträchtigste Rennen ist der seit 1926 stattfindende Grand-Prix von Casinos Coupe Clarke. Es entspricht auf lokaler Ebene dem Prix de l’Arc de Triomphe des Hippodrome de Longchamp von Paris. Seit 2012 finden jedes Jahr im Oktober in der Semaine du Cheval Springreitwettbewerbe bei dem Horse Pacific Challenge statt, an dem auch Reiter aus Australien, Neuseeland, Tahiti und Vanuatu teilnehmen. Seit 2015 wird hier zusätzlich der Grand Prix du Gouvernement mit einem Preisgeld von bis zu  4 Millionen CFP-Francs vergeben.